# Lago Poway
Lago Poway es un lago y embalse en Poway, Condado de San Diego, California. La presa pertenece a la ciudad de Poway y fue construida entre 1970 y 1972 con el propósito de almacenar y suministrar agua, así como proporcionar instalaciones recreativas para la comunidad.

## Historia
En 1962 un reporte mostró que las instalaciones de almacenamiento existentes en Poway no serían suficientes en caso de un terremoto, u otra interrupción al acueducto del río Colorado. La solución preventiva propuesta fue construir una presa de tierra en Warren Canyon, y para financiar el proyecto una emisión de bonos fue puesta a votación en marzo de 1964. En este primer voto así como en un segundo intento en junio de 1966 la medida recibió el apoyo de más votantes, pero no alcanzó la mayoría de dos tercios requerida. Finalmente, en junio de 1969 una emisión de bonos de $3.2-millones de dólares fue aprobada con 87 por ciento a favor. El proyecto inició en diciembre de 1970, y la presa se empezó a llenar a finales de 1971. Las instalaciones recreativas fueron construidas en 1972 y la inauguración tuvo lugar en octubre de ese año.
El primero de marzo de 2017 lluvias torrenciales causaron que el nivel de agua del embalse se acercara a la parte superior del dique, pero hubo derrame y la estructura no sufrió daños.
En 2019 Poway sufrió una crisis de agua contaminada, con restaurantes y otros negocios siendo obligados a cerrar por una semana. El problema fue eventualmente arreglado y el  informe de calidad de agua de 2019 mostró que  el suministro de agua potable era seguro.

## Presa y embalse

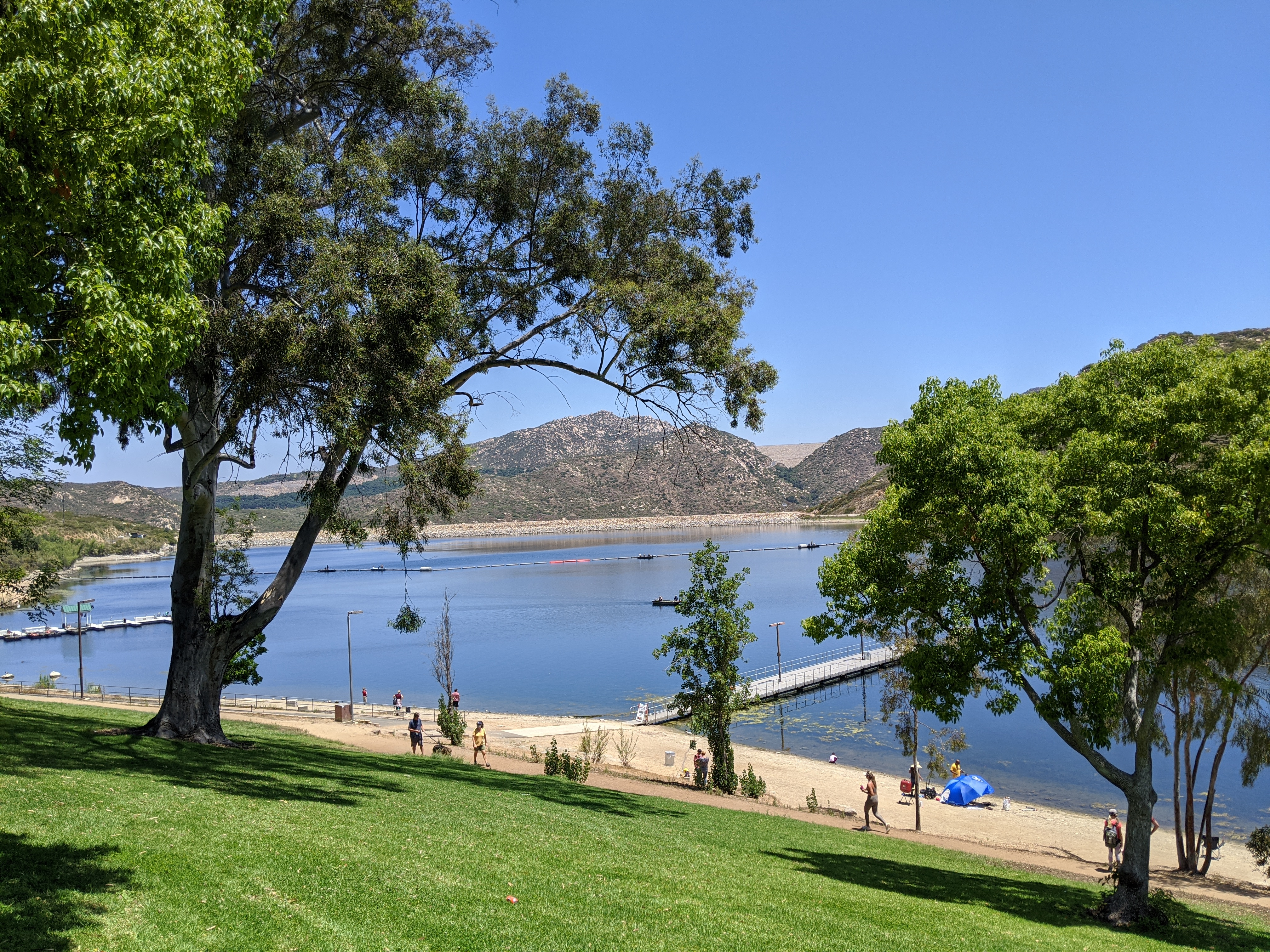
Lago Poway en junio de 2020

La presa es una presa de materiales sueltos con una altura de 165 pies (50,3 m). El embalse tiene un área de superficie de 35 acres (14 ha), y una capacidad de 3,800 acre⋅ft (4,700,000 m³). 
El agua para Poway es adquirida de la autoridad de agua del condado, almacenada en el embalse, y tratada la  planta de tratamiento del agua Lester J. Berglund. Una cantidad pequeña de escurrimiento de agua de lluvia llega al embalse.

## Uso recreativo
El parque adyacente al lago tiene varias áreas de pícnic y de juegos, así como instalaciones deportivas.
El 9 de mayo de 2017 se develó una estatua conmemorativa en el Lago Poway en honor a Tony Gwynn,  beisbolista de los Padres de San Diego y residente de Poway. La estatua fue diseñado por Seth Vandable.

### Senderismo
El lago tiene un sendero 2.75 millas alrededor del lago que también conecta con otras veredas, incluyendo la Reserva Ecológica Blue Sky que lleva hasta el Lago Ramona y a la cima del monte Woodson y la piedra Potato Chip.
El camino pasa por cuatro entornos naturales distintos: matorral de salvia, chaparral, bosque de roble y bosque ribereño. Una variedad de plantas nativas Lupinus succulentus y Phacelia menores pueden ser encontradas alrededor del lago.

### Pesca
Todo el año es posible pescar trucha, lubina, bagre, pez luna, y pez sol. El lago es llenado con trucha arco iris en los meses de invierno, y ofrece buena pesca de lubina, bagre, y mojarra oreja azul en los meses más tibios.
Los records de pesca registrados en el lago son los siguientes:
- Lubina: 9 libras, 5 onzas (2020)
- Bagre azul: 47 libras (2017)
- Bagre de canal: 28 libras (1981)
- Pez luna: 2 libras, 4 onzas (2006)
- Mojarra oreja azul: 2 libras, 8 onzas (2002)

## Galería

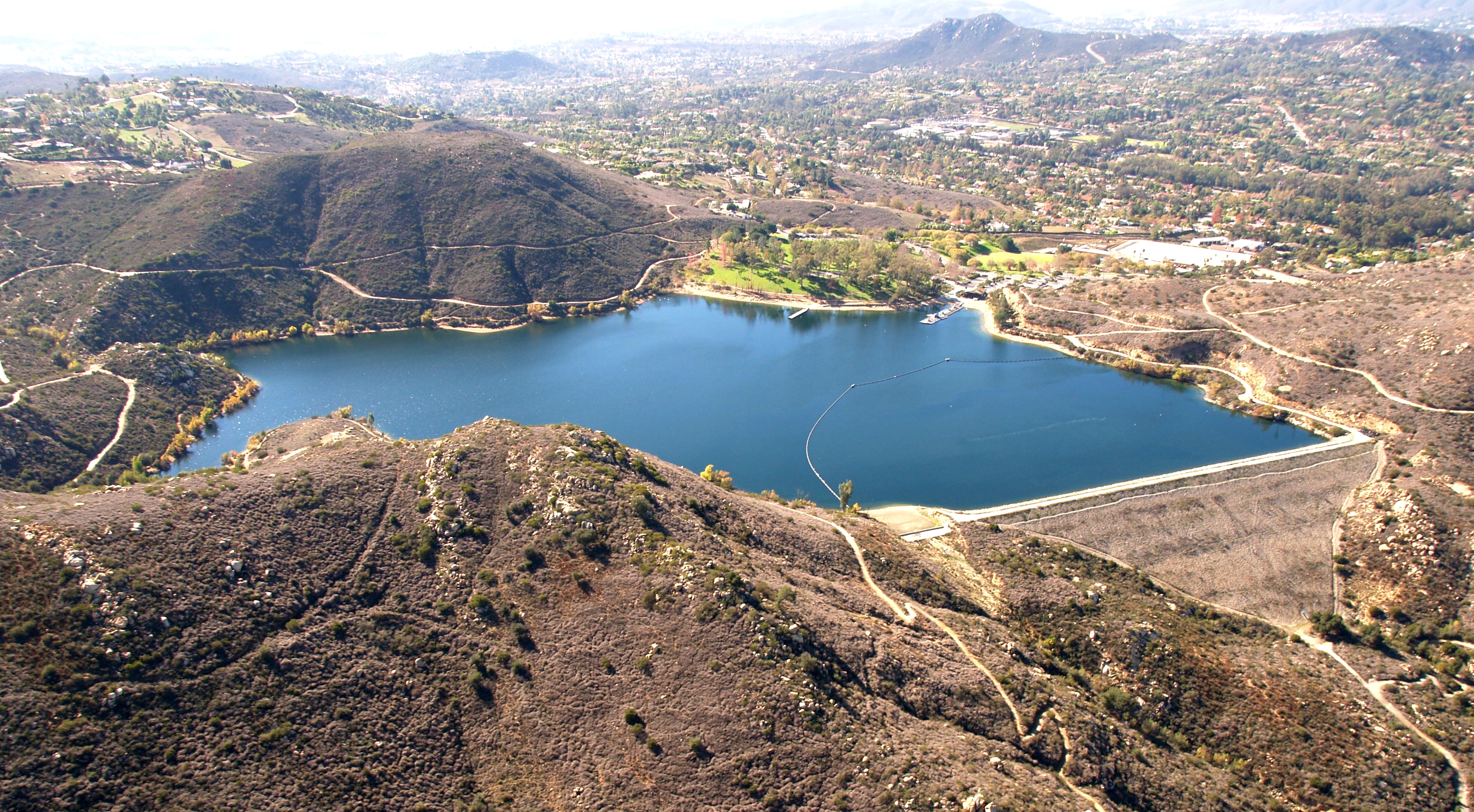
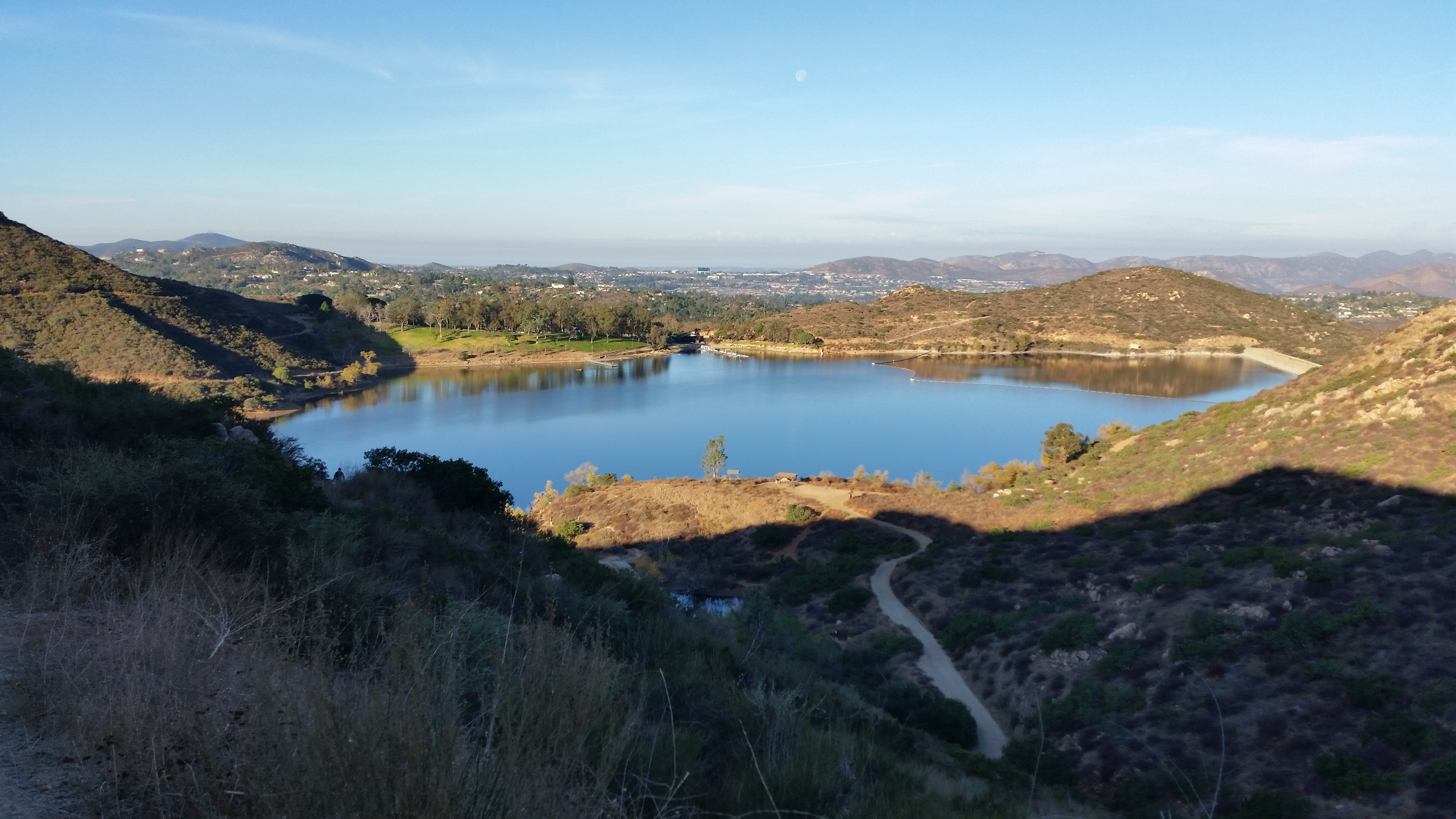
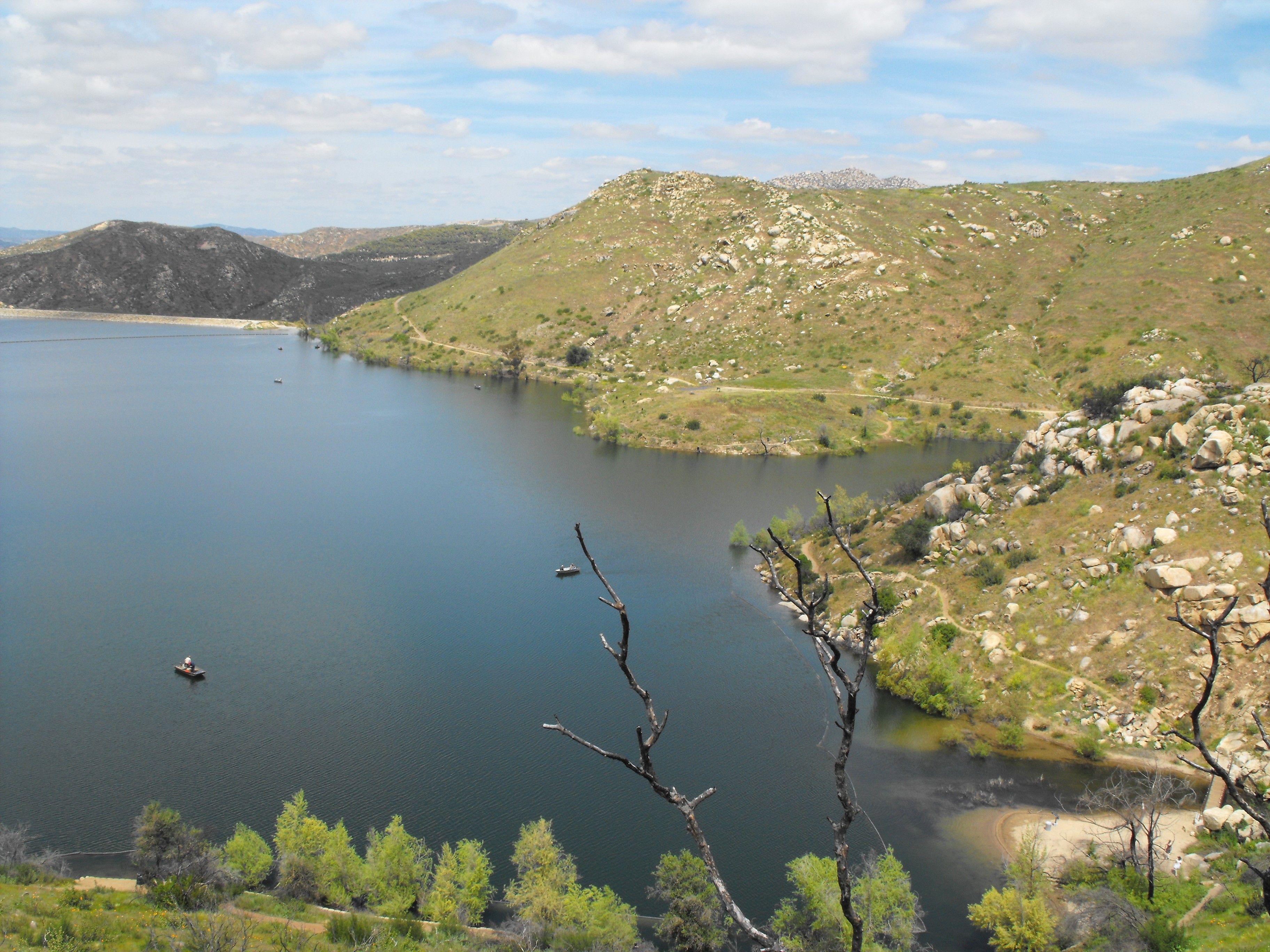
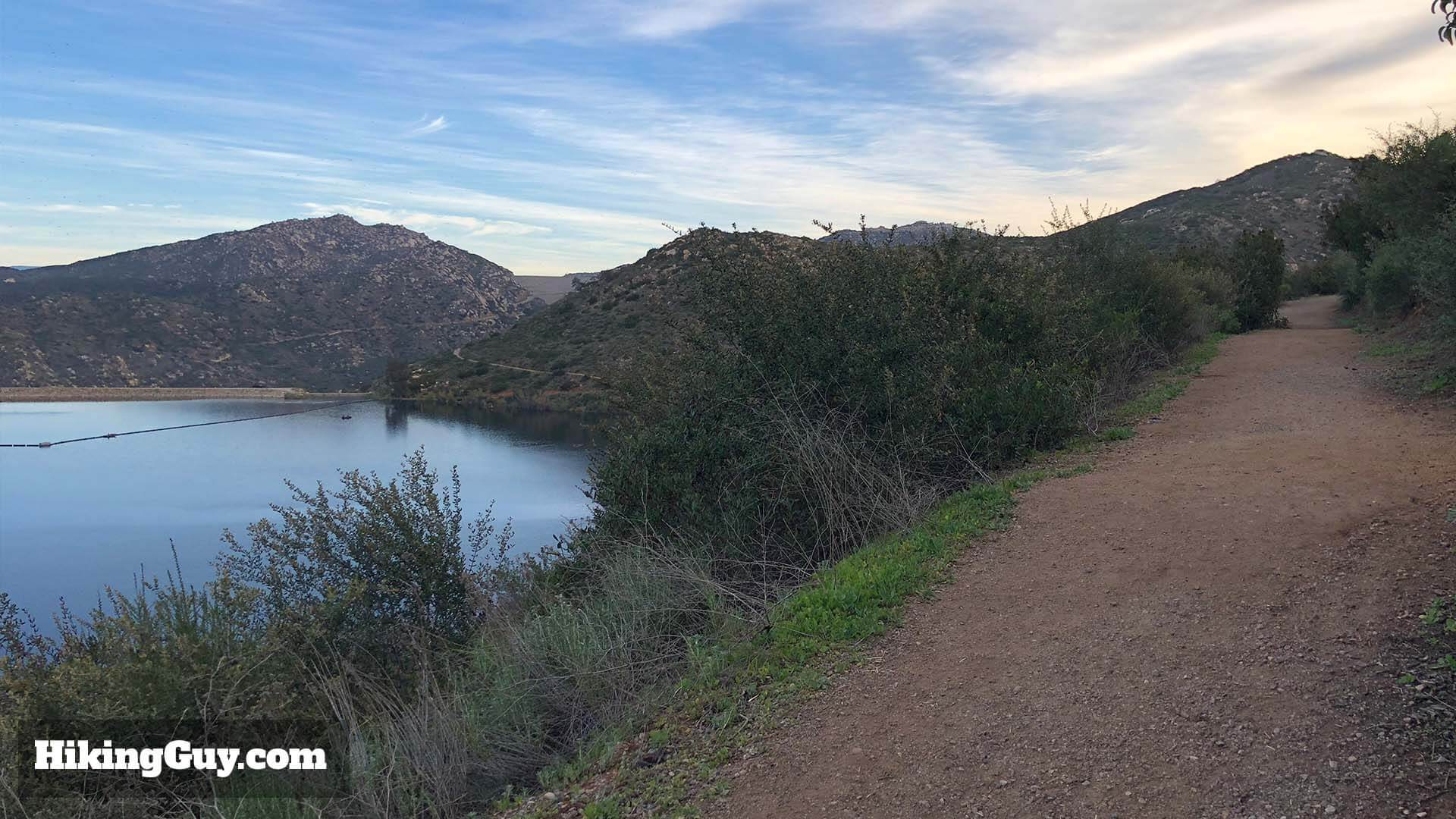